# Коллуни (станция)
Коллуни — железнодорожная станция, открытая 3 декабря 1862 года и обеспечивающая транспортной связью одноимённую деревню в графстве Слиго, Республика Ирландия. Это одна из трёх станций в деревне, которая сохранилась, расположенная со стороны Дублина на линии Дублин-Слиго. Две другие располагались со стороны Клэрморриса на линии Western Railway Corridor и со стороны Эннискиллен на линии принадлежавшей Sligo, Leitrim and Northern Counties Railway. Станция не оборудована.